# 霍利斯特 (加利福尼亚州)
霍利斯特（英語：Hollister）是美国加利福尼亚州圣贝尼托县的縣城。建市于1872年3月26日，面积大约为7.29平方英里（18.9平方公里）。根据2010年美国人口普查，该市有人口34,928人。